# Agapophytus aterrimus
Agapophytus aterrimus är en tvåvingeart som beskrevs av Mann 1929. Agapophytus aterrimus ingår i släktet Agapophytus och familjen stilettflugor. Inga underarter finns listade i Catalogue of Life.